# 임마누엘 페스트라이쉬
임마누엘 페스트라이쉬(영어: Emanuel Pastreich, 1964년 10월 16일 ~ ), 은 미국 테네시주 내쉬빌 태생 미국 학자과 정치인. 이전 한국 경희대학교 교수를 하면서 “한국인만 모르는 다른 대한민국”을 비롯해서 많은 저작을 출판하고 조선일보 중앙일보 등에 칼럼을 게재했다.
2020년 2월 정부의 부정에 반대해 미국 대통령 독립후보자로 출마하고 미국의 안전보장, 경제, 행정에 대한 혁신을 촉구하는 수많은 연설을 통해 캠페인을 했고 그 연설을 책 “푸른 눈을 가진 한국인 최초의 미국 대통령 후보 이만열”
을 출판했다. 2023년 9월부터 미국 녹색당의 대통령 후보자로 다시 활동을 시작했다.
2007년이래 아시아인스티튜트 (The Asia Institute)의 이사장을 역임하면서 국제관계 및 과학기술정책에 관한 많은 연구를 서울, 워싱턴, 도쿄에서 활동 하고 있다. . 그리고 워싱턴에 있는 全球化智库 (Center for China and Globalization) 객원연구원[20] , 예일대학교 동양학연구위원회 (Council on East Asia Studies)객원연구원[21] 도 겸하고 있다.
한국에서 동아시아 고전문학 을 연구하고, 현대 국제관계 및 과학기술정책에관련한 자문을 하고 있다.

## 생애
페스트라이쉬는 1983년 미국 샌프란시스코 로엘(Lowell)고등학교를 졸업하였고 예일 대학교에서 중국 문학을 전공하고 1985년[8] 국립 대만 대학교[9]에서 일년 교환 유학했다. 예일대학교를 졸업 후 일본에 유학하고 일본 도쿄 대학 대학원 비교문학비교문화전공에서 1991년에 석사학위를 취득했다[10]. 석사논문은 19세기 문인 다노무라 지쿠덴(田能村竹田)의 한시 에 대해 썼다.
1992년 미국 귀국 후 하버드 대학교 동아시아 언어문명학 박사 과정에 편입하여[11] 조선 및 일본의 에도시대 한문소설을 비교하는 논문을 제출하고 1998년 수료하였다. 고려대학교 아시아문제연구소에서 객원교수를 하고나서 일리노이 대학교 어배너-섐페인
동아시아언어문화학과의 조교수로 취직했다. 그 후 조지 워싱턴 대학교, 우송대학교를 거쳐 경희대학교 국제대학 부교수로 근무했다.
미국 활동
한중일 고전문학을 전공한 페스트라이쉬는 2000년에 아시아를 경시하는 미국의 정치문화을 우려하여 적극적으로 한미 교육 협력을 추진하려고 일리노이 대학교 어배너-섐페인 및 서울대학교, 기타 아시아대학교 연합을 기획했다.
그 당시 (2000년 6월 15일) 작성한 “세계대학으로서의 서울대학: 첨단기술과 인문학의 결합”
보고서가 많은 주목을 받았다.
하지만 서양문명중심의 미국을 유지하려고 하면서 중국과 북한 에 대한 군사충돌을 계획 하는 미국 국내 정치 세력이 페스트라이쉬 박사의 활동을 간섭하고 여러면에서 공격을 받은 결과 페스트라이쉬 박사는 2001년 이후 미국 국내 활동이 매우 제한됐다.
그럼에도 불구 하고 페스트라이쉬 박사는 2002년 이후 일리노이 대학교 어배너-섐페인에 자리를 잡게 되고, 대만 및 북경의 경제관계를 분석한 논문 과 미중 패권대립을 옛날 대영제국 및 미국의 관계과 비교 하는 논문도 은 Nautilus Institute 을 동연구센터 사이트에 게재해서 화제가 됐다.
호전적 부시 정권의 정책에 반대하는 페스트라이쉬는 2004년이후 대학교 교수 자리를 해고당했는데 신임 주미 한국대사 홍석현의 노력으로 주미한국대사관이 운영하는 문화원에서 근무 하면서 한국 외교통상부가 운영하는 온라인 공영 잡지 Dynamic Korea의 편집장직을 겸임했다.

## 한국 국내활동
페스트라이쉬박사는 2007년 한국에 이주하여 2년 동안 충청남도 이완구 도지사 특별보좌관으로 근무하고 충청남도 국제화 및 다문화 정책에 깊이 참여했다.[22] 그 후 연속적으로
```
대덕연구개발특구
 본부자문, 
대전광역시
 투자유치위원회, 
광주시
 국제화위원회, 생명공학연구원, 표준과학연구원, 지질연구원,
카이스트, 
서울대학교
 기술융합대학원 등 기관에서 연구과제를 수행해 왔다.
```

페스트라이쉬 박사는 아시아인스티튜트 The Asia Institute을 2007년에 대전에서 설립하고 국제관계, 안전보장, 환경문제까지 폭넓은 싱크탱크 활동을 전개했다.
2012년부터 경희대학교 부교수로 채용되어 국제대학원에서 강의하고 조선일보, 중앙일보 등 신문에 8년간 칼럼을 기고했고 다수의 저작을 출간했다. 책 중에 “한국인만 모르는 다른대한민국” (2013년)는 박근혜 대통령이 국무회의에서 칭찬했고 그후 한국 국방부 우수도서로 선정됐다.

## 미국 귀국 하고 출마선언
페스트라이쉬 박사는 미국에서 활동을 다시 하려고 2019년에 워싱턴에 돌아가서 한미경제연구소 연구원 근무를 시작했다.
2020년 2월 코로나 판데믹으로 인하여 미국에서 심각한 정치 갈등이 생겼는데 페스트라이쉬는 그 위기를 보고 미국 정치의 부패를 청산하기 위하여 워싱턴에서 대통령 독립 후보자 선언을 하여 정치인으로서의 활동을 시작했다. 그러나 매우 어려운 상황에 빠져서 2월말 한국으로 출장 갔을때 결국 가족없이 한국에 체류하게 됐다. 2년반 한국에서 계속 연설하고 정치관련 한 활동 했다.
2021년에 최성년과 같이 국제혁명당을 설립했고 미국과 한국에서 활동을 전개했다. 최성년과의 공저 “코로나 사기를 혁명으로 끝내자” (2021년 출판) 가 많은 주목을 받았다. 그후 기업말고 시민을 중심으로 하는 통일 을 묘사 하는 책 “사기통일 그만! 재벌의 북한 개발말고, 희망을 주는 건국으로”　(2022년) 도 출간했다.
2022년부터 미국 녹색당, 녹색 및 자유 파벌 “Green Liberty Caucus” (좌파 및 우파가 협력을 추진하는 정치 단체) 안에 페스트라이쉬 박사를 대통령 후보자로 지지 하는 세력이 모여서 다시 미국으로 돌아갔다. 2023년 9월부터 미국 녹생당 대통령 후보자로 출마 했다. 2024년의 녹생당 총회에서 정당 후보로 선출되는 임명 경쟁에 들어갔다.

## 학문
페스트라이쉬박사는 현재 국제관계, 자연환경 및 과학기술 정책을 연구하는 싱크탱크인 아시아인스티튜트의 이사장을 맡고있다.
그경희대학교국제대학 부교수 (2011-2017년)를 역임했다.
페스트라이쉬 저작은 The Novels of Park Jiwon: Translations of Overlooked Worlds(연암 박지원의 소설: 간과된 세상의 변신), 서울대학교 출판문화원, 2011년; The Visible Vernacular: Vernacular Chinese and the Emergence of a Literary Discourse on Popular Narrative in Edo Japan(에도 시대 일본 통속 문학 담론의 대두 및 중국백화소설의 수용), 서울대학교 출판문화원, 2011년; 하버드박사의 한국표류기, 인생은 속도가 아니라 방향이다 (노마드북스) 2011년; 세계 석학들, 한국의 미래를 말하다 (다산북스), 2012년.

## 가족
페스트라이쉬 의아버지 피타 페스트라이쉬 Peter Pastreich (1938생)는 샌프란시스코 교향악단 대표 (1978년-1999년)를 근무했고, 어머니 마리루이스류프 Marie-Louise Rouff (1930생)는 룩센푸르그의 출신인데 화가로 활동하고 있다. 남동생 마이클 Michael Pastreich (1966년생) 하고 아들 벤자민 (2001년 생) 이 워싱턴에 살고 있고 딸 레이첼 Rachel은 보스턴에 살고 있다.
처 이승은 (李承垠) (1968년 생) 과는 2022년에 사별 했다.

## 저서

### 한국어
- 사기통일 그만! 재벌의 북한 개발말고, 희망을 주는 건국으로　（나루토출판사2023년） ISBN 978-8992973298

- 코로나 사기를 혁명으로 끝내자 （나루토출판사、2022년） ISBN| 978-8992973281}}

- 지구경영、홍익에서 답을 찾다 （이승헌 공저） （한문화출판사、2016년） ISBN 978-8956992860

- 한국인만 몰랐던 더 큰 대한민국 （레드우드북스、2017년） ISBN 9791187705055

- 한국인만 모르는 다른 대한민국 하버드대 박사가 본 한국의 가능성 （21세기북스、2013년） ISBN 978-8950951085

- 세계의 석학들 한국의미래를 말하다　（다산북스、2013년） ISBN 978-8963700724

- 인생은 속도아니라 방향 이다: 하바드박사의 한국 표류기　（노마드북스、2011년） ISBN 978-8991794566

### 영어
- How to take down the Billionaires (어떻게 억만장자를 끌어내릴가?)　(아시아인스티튜트, 2020年)

- Wrestling with Shadows[7]　(그림자와 씨름하다) (자전소설)　(Book Baby뉴욕、2022年) ASIN B09V8BF59D

- I Shall Fear No Evil: Why we need a truly independent Candidate for President[8]　(악(惡)을 두려워하지 않을 것：왜 미국이 진짜 독립적인 대통령 후보자가 필요 한가?) (BookBaby、뉴욕 2020) ISBN 978-1649994509

- Earth Management: A Dialogue on Ancient Korean Wisdom and Its Lessons for a New Earth　（지구경영: 고대 한국이 신세대에 전달하는 교훈） （이일지 공저） (Best Life Media、서울、2016) ISBN 978-1935127895

- The Novels of Park Jiwon: Translations of Overlooked Worlds[6] (연암 박지원의 소설: 간과된 세상의 변신) (서울대학교출판부、2011) ISBN 89-521-1176-1

- The Visible Mundane: Vernacular Chinese and the Emergence of a Literary Discourse on Popular Narrative in Edo Japan　(에도 시대 일본 통속 문학 담론의 대두 및 중국의 백화소설의 수용) (서울대학교출판부、2011) ISBN 89-521-1177-X

### 일본어
- コロナ祟りに惑う日本　 (데자인출판사, 동경, 2023년） ISBN 978-4815037307

- 私は悪を恐れない：なぜアメリカには本当の意味の無所属大統領候補が必要なのか 　（악(惡)을 두려워하지 않을 것：왜 미국이 진짜 독립적인 대통령 후보자가 필요 한가?） （데자인출판사, 동경, 2020年） ISBN 978-4815021603

- 武器よさらば：地球温暖化の危機と憲法九条 （무기여 잘 있거라: 지구온난화의 위기 및 일본헌법 9조） （동방출판사, 동경, 2019년） ISBN 978-4862493712

### 중국어
- 如何推翻富有阶层[9] （어떻게억만장자를 끌어내릴가?） （아시아인스티튜트, 북경, 2022年）

- 我绝不畏惧邪恶:美国的总统大选为何一定要有真正的独立参选人参与[10] （악(惡)을 두려워하지 않을 것：왜 미국이 진짜 독립적인 대통령 후보자가 필요 한가?）（아시아인스티튜트, 북경, 2020年）

- 未来中国：关于人类与地球命运 （미래중국: 인류와 지구의 운명에 대하여）(홍콩, 문화문화출판사, 2019년 4월 ISBN 978-9887956747 )

- 跨海求真：哈佛博士论中美未来　（바다를 넘어서 진실을 추구 하는 하바드박사가 말하는 미중의 미래）（은행출판사、

홍콩香港、2016年） ISBN 978-9996549427

## 같이 보기
- 현각 (미국)		Current (USA)